# Запис Обрадовића крушка (Превешт)
Запис Обрадовића крушка (Превешт) се налази на парцели чији је власник Обрадовић Митар.

## Локација
| Општина             | Рековац                                                                     |
| Катастарска општина | Превешт                                                                     |
| Потес               | Рова                                                                        |
| Координате          | 43° 45′ 57″ С; 21° 02′ 52″ И / 43.765799999999999° С; 21.047799999999999° И |
| Надморска висина    | 480m                                                                        |

## Карактеристике
Дендрометријске вредности утврђене на терену и сателитским снимцима:
| Стабло                     | Крушка |
| Висина стабла              | m      |
| Обим дебла                 | m      |
| Пречник крошње             | 17m    |
| Пречник дебла              | m      |
| Висина дебла до прве гране | m      |

## База записа
Запис је у оквиру Викимедија пројекта "Запис - Свето дрво" заведен под редним бројем 0385.